# Sahne
Sahne (perski: صحنه) – miasto w Iranie, w ostanie Kurdystan. W 2006 roku miasto liczyło 34 133 mieszkańców w 8861 rodzinach.